# Ковш Микола Петрович
Ковш Микола Петрович (22 січня 1965) — радянський велогонщик.
Срібний призер Олімпійських Ігор 1988 року в спринті.
Бронзовий призер Чемпіонату світу з трекових велоперегонів 1989 року в спринті.